# Нохурли
Нохурли или нохурцы (туркм. Nohurly) — этнографическая группа в составе туркмен, в прошлом — туркменское племя. Проживают в селе Нохур.

## Этимология
До сих пор нет единого мнения насчёт происхождения названия племени и села Нохур, где оно и проживает. Некоторые местные жители считают, что оно произошло от Ноя (многие места в регионе носят библейские названия), а некоторые связывают с персидской легендой о крылатых девах Пери, поскольку «no» и «hur» можно перевести как «девять пери». В то же время, ряд источников утверждает, что название произошло от двух персидских слов, означающих «десять ослов», что намекает на предполагаемое прибытие первых поселенцев деревни на ослах.

## Описание
В отличие от других туркменских племен, сравнительно мало переселялись с насиженных мест. Помимо села Нохур, также проживают в верхнем Сумбаре, образовав там села — Кёнекесир, Куруждей, Ходжа-кала и другие.
До присоединения к России племя нохурли занималось сельским хозяйством и выращивало яровые хлеба, в дальнейшем переключились на озимые. В качестве орудия труда использовались «омач» (деревянный плуг без отвала) и «кетмень» (мотыга с полукруглым лезвием). Для упряжки применялось «боюнкутюр» (деревянное ярмо), на краях которого были вставлены два колышка, а к ним привязывались верёвки для скрепления под шеями быков. До Октябрьской революции и после некоторое время нохурли имели участки индивидуального пользования, поля которых жали изогнутым серпом без зазубрин, а хлеб разбрасывали на поля кучками, где также молотили или же в специально очищенной для этой цели площадке «харман». Также нохурли выращивали виноград, сливы, груши, ягоды, инжир и гранаты.
В прошлом отопление домов у нохурли осуществлялось с помощью очага, как и в юрте. Очаг располагался в центре комнаты в небольшом углублении под вытяжным отверстием — думлуком. Пол в комнатах выравнивали, засыпали землёй и тщательно покрывали глиной. Стены внутри штукатурили смесью глины и рубленой соломы, а снаружи покрывали красной глиной. Если на участке не хватало места или дом строился на склоне, его делали двухэтажным, при этом нижний этаж полностью возводили из камня. Старожилы утверждали, что в далёком прошлом все дома нохурцев строились исключительно из камня. Принцип строительства каменных стен схож с кирпичной кладкой: неотёсанные камни укладывали в один ряд и скрепляли глиняным раствором, заполняя неровности глиной или щебнем. Толщина стен из камня была приблизительно такой же, как у кирпичных, а в летних помещениях — немного меньше. Если дом возводился на склоне, задняя стена нижнего этажа представляла собой сам склон. Особенности жилищ нохурли подробно описаны краеведом Галиной Васильевой. В окрестностях Нохурской долины почти нет деревьев, пригодных для строительства, а склоны долины каменисты. Поэтому основным строительным материалом служил дикий камень, который был повсеместно разбросан по долине. Из этого камня строились все летние жилища в садах и виноградниках, а также часть старых домов и хозяйственных построек. Однако большинство новых жилых домов и значительное количество хозяйственных зданий возведены из сырцовых кирпичей, так как в окрестностях есть глина, из которой их изготавливают. Строительные особенности нохурских построек указывают на то, что местные жители с давних времён вели оседлый образ жизни и занимались земледелием.